# Неустроев, Степан Андреевич
Степа́н Андре́евич Неустро́ев (12 августа 1922, Талица, Свердловская область — 26 февраля 1998, Севастополь) — советский офицер, участник Великой Отечественной войны. Командир 1-го стрелкового батальона 756-го стрелкового полка 150-й стрелковой дивизии, штурмовавшего Рейхстаг, Герой Советского Союза (1946). Полковник (1985).

## Биография

### Ранние годы
Родился 12 августа 1922 года в селе Талица (ныне в Свердловской области) РСФСР в крестьянской семье, с 1930 года жил в посёлке Берёзовский, ныне город Берёзовский. Окончил 7 классов школы № 1, работал слесарем на шахте.

### В годы Великой Отечественной войны
В Красной Армии с апреля 1941 года. В ноябре 1941 года окончил Черкасское военное пехотное училище (в Свердловске, ускоренный выпуск) в звании лейтенанта. Направлен в 423-й стрелковый полк 166-й стрелковой дивизии Северо-Западного фронта. Был командиром взвода пешей разведки, в бою 1 августа 1942 года был тяжело ранен осколком снаряда. Очнулся на пятые сутки в медсанбате. Пролежав несколько месяцев в госпитале, вернулся в свою дивизию и назначен командиром стрелковой роты 517-го стрелкового полка. В бою за деревню Высотово близ Старой Руссы был тяжело ранен в ногу.
С апреля 1943 года и до конца Великой Отечественной войны воевал в составе 756-го стрелкового полка 150-й стрелковой дивизии. Командир 1-го стрелкового батальона капитан С. А. Неустроев участвовал в Прибалтийской, Висло-Одерской, Восточно-Померанской и Берлинской наступательных операциях.
За время боёв С. А. Неустроев был пять раз ранен, в том числе и тяжело: в августе 1942 года, в феврале 1943 года, в июне, октябре и ноябре 1944 года.
В апреле 1945 года капитан Неустроев командовал 1-м батальоном 150-й Идрицкой стрелковой дивизии, участвовал в штурме Берлина и бойцы под его командованием штурмовали главный вход в Рейхстаг. Разведчики его батальона младший сержант Кантария М. В. и сержант Егоров М. А. под руководством лейтенанта А. П. Береста водрузили Знамя Победы над Рейхстагом. 24 июня 1945 года должен был во время Парада Победы нести Знамя Победы, но в связи с ранением в ногу и хромотой не мог этого сделать. Поэтому по приказу Г. К. Жукова передал Знамя Победы в Центральный музей Вооружённых Сил.
За успешную операцию по водружению Знамени Победы на куполе рейхстага указом Президиума Верховного Совета СССР от 8 мая 1946 года капитану Неустроеву Степану Андреевичу присвоено звание Героя Советского Союза со вручением ордена Ленина и медали «Золотая Звезда».

### Послевоенные годы
После войны продолжил службу в той же дивизии в составе Группы советских оккупационных войск в Германии. В 1946 году ему было присвоено воинское звание майор, он написал рапорт о поступлении на учёбу в Военную академию имени М. В. Фрунзе, но его забраковала медицинская комиссия. Тогда он написал рапорт на увольнение из армии и в конце 1946 года был уволен в запас.
С 1947 года служил в системе лагерей МВД СССР по содержанию немецких военнопленных и украинских националистов: начальник лаготделения лагеря для военнопленных № 200 в Алапаевске, начальник коммунально-эксплуатационного управления лагеря для военнопленных № 531 в Свердловске, старший оперуполномоченный 1-го отдела особого лагеря № 5. После репатриации основной части немецких военнопленных на родину в 1949 году переведён в систему исправительно-трудовых лагерей Свердловской области. В мае 1953 года майор С. А. Неустроев был уволен в запас из органов МВД СССР по сокращению штатов.
Участвовал в сопровождении этапа пленных украинских националистов, отбывавших срок заключения на Урале, в Берлаг, командировка длилась несколько месяцев. Статья в газете «Магаданская правда» не вполне соответствует правде:

Тех, кто был доставлен на Колыму в качестве заключённых, тоже охраняли Герои Советского Союза. К чести оперуполномоченного Особого лагеря № 5 МВД СССР, известного как Берлаг, прославленного комбата, штурмовавшего рейхстаг, Степана Андреевича Неустроева, не сумевшего вписаться в систему охранно-карательных органов, через три месяца такой службы пришлось написать в 1948 году заявление об откомандировании в другое подразделение.
— из статьи в газете «Магаданская правда».
В 1953—1957 годах жил в Свердловске, работал слесарем на Уральском электрохимическом комбинате.
С 1957 года служил во внутренней охране МВД СССР-РСФСР (бывшие части внутренних войск), охранявших особо важные оборонные предприятия на Урале. Служил дежурным комендантом в воинской части, охранявшей завод № 318 для обогащения урана газодиффузионным методом (впоследствии переименованный в Уральский электрохимический комбинат) в закрытом городе Новоуральск (Свердловск-44). В 1959 году ему было присвоено воинское звание «подполковник внутренней охраны» (существовало 1950-е — начале 1960-х гг. такое звание в частях внутренних войск по охране особо важных объектов, которые назывались внутренней охраной). С 1959 года, после переподготовки, служил в «закрытом» городе Лесном Свердловской области (Свердловск-45) в должности заместителя командира 31-го отряда внутренней охраны (войсковая часть № 3275). С марта 1962 года подполковник С. А. Неустроев — в отставке.
Жил в городе Свердловске, затем с 1975 по 1980 гг. в Краснодаре, в 1980—1995 годах — в Севастополе, затем вновь в Краснодаре. Писал мемуары. Участник Парада Победы 1985 года. Был ассистентом у Знамени Победы на параде. Двоюродный брат Героя Советского Союза И. М. Сысолятина и А. М. Сысолятина.
Умер 26 февраля 1998 года, в Севастополе у себя в квартире. Похоронен на Аллее Героев городского кладбища «Кальфа» в Севастополе.

## Награды
- Медаль «Золотая Звезда» Героя Советского Союза № 6971 (08.05.1946).
- Орден Ленина (08.05.1946).
- Орден Александра Невского (17.04.1945).
- Орден Отечественной войны I степени (03.08.1944, 11.03.1985).
- Орден Отечественной войны II степени (04.02.1944).
- Орден Красной Звезды (31.08.1943).
- медаль «За отвагу» (28.06.1943);
- медаль «За победу над Германией в Великой Отечественной войне 1941—1945 гг.»;
- юбилейная медаль «Двадцать лет Победы в Великой Отечественной войне 1941—1945 гг.»
- юбилейная медаль «Тридцать лет Победы в Великой Отечественной войне 1941—1945 гг.»
- юбилейная медаль «Сорок лет Победы в Великой Отечественной войне 1941—1945 гг.»
- медаль «За взятие Берлина»;
- медаль «За освобождение Варшавы»;
- юбилейная медаль «50 лет Победы в Великой Отечественной войне 1941—1945 гг.»;
- медаль «30 лет Советской Армии и Флота»;
- медаль «40 лет Вооружённых Сил СССР»;
- медаль «50 лет Вооружённых Сил СССР»;
- медаль «60 лет Вооружённых Сил СССР»;
- медаль «70 лет Вооружённых Сил СССР»;
- медаль «За безупречную службу в ВС СССР» II степени;
- медаль «За безупречную службу в ВС СССР» III степени.

## Мемуары
- Неустроев С. А. Шли мы к рейхстагу. — Краснодар: Книжное издательство, 1970. — 135 с.
- Неустроев С.А. Путь к рейхстагу. — Свердловск: Средне-Уральское книжное издательство, 1986. — 192 с., 8 с. ил. — 20 000 экз.
- Неустроев С.А. Русский солдат: на пути к Рейхстагу. — Краснодар: Советская Кубань, 1997. — 223 с. — ISBN 978-5-72210-148-8.
- Неустроев С. А. Зайцев В. П., послесловие // Русский солдат на пути к Рейхстагу. — Краснодар: ООО издательство «Традиция», 2015. — 200 с. — ISBN 978-5-91883-215-8.
- Неустроев С.А. Русский солдат: путь к Рейхстагу. — Издательство Уральского университета, 1996. — 205 с.
- Неустроев С. А. О рейхстаге на склоне лет // Октябрь — 1990. — вып. 5. — ISSN 0132-0637
- Неустроев С. А. Штурм рейхстага (воспоминания). // Военно-исторический журнал. — 1960. — № 5. — С.42-51.

## Киновоплощения
- Капитан Неустроев — один из героев киноэпопеи «Освобождение» (фильм 5-й: «Последний штурм»). Его роль исполнил Владимир Коренев.

## Память
- Почётный гражданин города Сухуми.
- Его именем названа улица в Краснодаре, а также площадь в Севастополе[7].
- В 2005 году в городе Сухой Лог Свердловской области торжественно открыта Площадь Героев, на которой установлены две памятные стелы: одна — С. А. Неустроеву, другая — его двоюродному брату И. М. Сысолятину. В Краснодаре, Севастополе и Новоуральске на домах, в которых жил С. А. Неустроев, установлены мемориальные доски.
- Имя Неустроева С. А. присвоено школе № 101 в Юбилейном микрорайоне города Краснодар.[8]
- В 2019 году АО «Марка» был выпущен художественный маркированный конверт с изображением С. А. Неустроева[9], а в 2022 году — почтовая марка, посвящённая 100-летию со дня рождения героя[10].
- В августе 2022 года в Севастополе установлен бюст героя[11].